# Flip Masselman

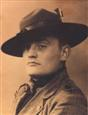
Flip Masselman

Philippus Wilhelmus (Flip) Masselman (Amsterdam, 14 maart 1917 - Leusderheide, 29 december 1942) was een Nederlands verzetsstrijder in de Tweede Wereldoorlog.

## Biografie
Flip Masselman werd als jongste van een tweeling geboren op 14 maart 1917 in Amsterdam.
Onder aanvoering van Flip Masselman kwam in november 1940 "De Leeuwengarde" tot stand. Zijn devies zou zijn: “trouw aan Oranje”, “trouw aan de Garde”. Oprecht en onbaatzuchtig dienen tot heil van volk, vorst en vaderland. Masselman vervaardigde wervingspamfletten die hij verspreidde onder vrienden en kennissen. Het opschrift luidde: Hoofdkwartier der Nederlandsche Oranje Vrijschaar "De Leeuwengarde". "Wie de moed heeft, volge mij!"
In augustus 1941 werd Masselman gearresteerd op zijn werk in Amersfoort. Na huiszoeking bij zijn ouders in Zeist werd Masselman diezelfde dag, eind van de middag ingesloten in het Huis van Bewaring te Amsterdam. Het "Leeuwengarde"-proces vond plaats in het Huis van Bewaring te Utrecht in november 1942. Masselman en zijn mede-gardisten werden ter dood veroordeeld. Op 29 december 1942, begin van de middag, werden zij omgebracht op de Leusderheide te Amersfoort. Na het einde van de Tweede Wereldoorlog werden ook van Masselman stoffelijke resten gevonden in een van de massagraven die werden blootgelegd rond het PDA (Kamp Amersfoort).
Op 10 december 1945 werden zijn stoffelijke resten en die van zijn beste vriend en medegardist Andries Stemerding herbegraven op de Algemene Begraafplaats te Zeist; tegenwoordig "Bosrust" geheten. Ze liggen naast elkaar begraven. 

## Scoutinggroep
Voor de Tweede Wereldoorlog richtte Masselman in Soest de "Paltzscouts" op. Na de Tweede Wereldoorlog werd de scoutinggroep omgedoopt tot de HMG (Hopman Masselman Groep). De groep is anno 2021 nog steeds actief en op zoek naar nieuwe leden.